# ヤリ・カイヌライネン
ヤリ・カイヌライネン（Jari Kainulainen 1970年4月29日 - ）は、フィンランド生まれのヘヴィメタルベーシスト。身長191cm。

## 経歴
1993年から2005年まではフィンランドのパワーメタルバンド『ストラトヴァリウス』に、2007年から2010年まではスウェーデンのプログレッシブ・メタルバンド『Evergrey』にそれぞれ在籍していた。2012年からはドイツのパワーメタルバンド『マスタープラン』にヤン・エッカートの後任として加入。
また、元ストラトヴァリウスのティモ・トルキが結成した、シンフォニアにも参加していた。
既婚者。夫人との間に第1子がいる。
使用機材はMusic Man、Bongo 6、アンペグ。影響を受けたミュージシャンはギーザー・バトラー、ビリー・シーン、スティーヴ・ハリスなど。

## ディスコグラフィ

### Stratovarius
- 1994年 Dreamspace
- 1995年 Fourth Dimension
- 1996年 Episode
- 1997年 Visions
- 1997年 The Past And Now（ベストアルバム）
- 1998年 Visions Of Europe（ライブアルバム）
- 1998年 Destiny
- 1999年 The Chosen Ones（ベストアルバム、日本未発売）
- 2000年 Infinite
- 2000年 14 Diamonds（ベストアルバム、日本のみ発売）
- 2001年 Intermission（企画アルバム）
- 2003年 Elements Pt.1
- 2003年 Elements Pt.2
- 2005年 Stratovarius

### Evergrey
- 2008年 Torn